# أندري غولوبيف
أندريه جولوبيف (من مواليد 22 يوليو 1987) هو لاعب تنس محترف من كازاخستان. أعلى تصنيف فردي له في مسيرته هو 33 عالميًا، والذي حققه في 4 أكتوبر 2010، وتصنيفه الزوجي هو 21 والذي حققه في 16 مايو 2022. حاليًا، هو اللاعب الزوجي الكازاخستاني الثاني. 
فاز جولوبيف ببطولة ألمانيا المفتوحة لعام 2010 وهي إحدى بطولات اتحاد لاعوبي التنس المحترفين 500، ليضمن لقب كازاخستان الأول على الإطلاق في جولة اتحاد لاعبي التنس المحترفين. في عام 2021، وصل إلى نهائي زوجي الرجال في بطولة فرنسا المفتوحة جنبًا إلى جنب مع زميله اللاعب الكازاخستاني ألكسندر بوبليك. قبل عام 2008، كان جولوبيف يمثل بلد ميلاده، روسيا.

## روابط خارجية
- أندري غولوبيف على موقع رابطة محترفي التنس (الإنجليزية)
- أندري غولوبيف على موقع الاتحاد الدولي لكرة المضرب (الإنجليزية)
- أندري غولوبيف على موقع كأس ديفيز (الإنجليزية)
- أندري غولوبيف على موقع خلاصة التنس.كوم (الإنجليزية)
- أندري غولوبيف على موقع إي إس بي إن.كوم (الإنجليزية)
- أندري غولوبيف على موقع أوليمبيديا (الإنجليزية)
- Andrey Golubev at the رابطة محترفي التنس